# Thunhiya
Thunhiya (nep. ठुनहिया) – gaun wikas samiti w zachodniej części Nepalu w strefie Lumbini w dystrykcie Kapilvastu. Według nepalskiego spisu powszechnego z 2001 roku liczył on 864 gospodarstw domowych i 5209 mieszkańców (2473 kobiet i 2736 mężczyzn).